# 루 루아레콜리네
루 루아레콜리네(Lou Roy-Lecollinet, 1996년 8월 1일 ~ )은 프랑스의 배우이다.